# Vattentjärnen (Arvidsjaurs socken, Lappland, 728643-166492)
Vattentjärnen är en sjö i Arvidsjaurs kommun i Lappland och ingår i Byskeälvens huvudavrinningsområde.